# Liliyana Natsir
Liliyana Natsir (Manado, 9 de septiembre de 1985) es una deportista indonesia que compitió en bádminton, en la modalidad de dobles mixto.
Participó en tres Juegos Olímpicos de Verano entre los años 2008 y 2016, obteniendo dos medallas, plata en Pekín 2008 y oro en Río de Janeiro 2016. Ganó siete medallas en el Campeonato Mundial de Bádminton entre los años 2005 y 2017.

## Palmarés internacional
| Juegos Olímpicos   | Juegos Olímpicos         | Juegos Olímpicos  | Juegos Olímpicos |
| Año                | Lugar                    | Medalla           | Prueba           |
| ------------------ | ------------------------ | ----------------- | ---------------- |
| 2008               | Pekín (China)            | Medalla de plata  | Dobles mixto     |
| 2016               | Río de Janeiro (Brasil)  | Medalla de oro    | Dobles mixto     |
| Campeonato Mundial |                          |                   |                  |
| Año                | Lugar                    | Medalla           | Prueba           |
| 2005               | Anaheim (Estados Unidos) | Medalla de oro    | Dobles mixto     |
| 2007               | Kuala Lumpur (Malasia)   | Medalla de oro    | Dobles mixto     |
| 2009               | Hyderabad (India)        | Medalla de plata  | Dobles mixto     |
| 2011               | Londres (Reino Unido)    | Medalla de bronce | Dobles mixto     |
| 2013               | Cantón (China)           | Medalla de oro    | Dobles mixto     |
| 2015               | Yakarta (Indonesia)      | Medalla de bronce | Dobles mixto     |
| 2017               | Glasgow (Reino Unido)    | Medalla de oro    | Dobles mixto     |